# 茅甲虫螺
茅甲虫螺（学名：Cantharidus infuscatus），是原始腹足目钟螺科Cantharidus属的一种。主要分布于中国大陆，常栖息在潮间带。